# (14) Irène
(14) Irène (désignation internationale (14) Irene) est un gros astéroïde rocheux de la ceinture principale, contenant également du fer et du nickel.
Irène fut découvert par J. R. Hind le 19 mai 1851 et nommé d'après Eiréné, une personnification de la paix en mythologie grecque, une des Horae, fille de Jupiter et Thémis. Le nom fut suggéré par Sir John Herschel. Hind écrivit
« Vous trouverez que ce nom […] est en relation avec cet événement [la Grande exposition industrielle] qui remplit notre métropole [Londres] du talent de toutes les nations civilisées, de l'esprit de la Paix, des productions de l'Art et de la Science, toutes ces choses auxquelles l'humanité s'intéresse ».
La Grande exposition des œuvres de l'industrie de toutes les nations au Palais de cristal (Crystal Palace) de Hyde Park, Londres, se produisit du 1er mai jusqu'au 18 octobre 1851.
Les premiers astéroïdes découverts possèdent un symbole astronomique et celui d'Irène est une colombe transportant une branche d'olivier, avec une étoile sur sa tête. Il n'a cependant jamais été tracé.
La courbe de lumière plutôt plate indique un objet sphérique. Il y a eu quatre occultations stellaires par Irène.